# 北之園隆生
北之園 隆生（きたのその りゅうせい、1995年4月12日 - ）は、鹿児島県鹿屋市出身の元プロ野球選手（外野手）。右投左打。

## 経歴
小学時代は、鹿屋市立下名小学校の下名ソフトボールスポーツ少年団でプレーし、中学は鹿屋市立吾平中学校で軟式野球部に所属。卒業後、熊本県の秀岳館高等学校に進学し、1年の秋からエースで4番を務める。高校では県大会準優勝が最高で、甲子園出場経験はなし。
高校3年時に読売ジャイアンツの入団テストを受験し、野手として唯一合格した。2013年10月24日に行われたプロ野球ドラフト会議において読売ジャイアンツから育成3巡目で指名され、支度金100万円、年俸240万円で仮契約した（金額は推定）。背番号は011。
2016年10月2日に戦力外通告を受け現役を引退した。
引退後はジャイアンツアカデミーのコーチに就任し、少年野球の指導者として活動している。2019年から読売ジャイアンツジュニアのコーチに就任、2022年からマネージャーを務めている。また2019年1月には、読売ジャイアンツと独立行政法人国際協力機構（JICA）の連携協力協定に基づき、野球の普及と青少年の健全育成を目的としてスリランカに、2024年3月にはバングラデシュに派遣され、野球の魅力を広めている。
2025年からはファームマネジャー補佐兼広報を務めている。

## 詳細情報

### 年度別打撃成績
- 一軍公式戦出場なし

### 背番号
- 011（2014年 - 2016年）